# The Yellow Passport
The Yellow Passport é um curta-metragem norte-americano de 1916, do gênero drama, produzido e distribuído pela World Film Company. Foi dirigido por Edwin August e estrelado por Clara Kimball Young. O filme é baseado no Michael Morton, da peça Yellow Ticket (1914). No palco, os personagens principais foram interpretados por Florence Reed e John Barrymore. A história de Morton foi filmada várias vezes na era do cinema mudo e fez como The Yellow Ticket em 1931, com Lionel Barrymore e Elissa Landi.

## Elenco
- Clara Kimball Young - Sonia Sokoloff
- Edwin August - Adolph Rosenheimer
- John St. Polis - Fedia